# South African Professional Championship 1987
Die South African Professional Championship 1987 war ein professionelles Snookerturnier ohne Einfluss auf die Snookerweltrangliste (Non-ranking-Turnier), das im September 1987 im Stadtteil Gosforth Park des südafrikanischen Germiston ausgetragen wurde. Anderen Angaben zufolge fand das Turnier erst 1988 statt. Sieger des Turnieres, das den südafrikanischen Profi-Meister ermitteln sollte, wurde François Ellis, der im Finale Jimmy van Rensberg besiegte. Wer das höchste Break spielte, ist unbekannt.

## Preisgeld
Soweit bekannt, erhielt nur der Sieger ein Preisgeld, das sich auf 4.000 Pfund Sterling belief. Das Turnier hatte keinen kommerziellen Hauptsponsor, wurde aber von der World Professional Billiards & Snooker Association finanziell gefördert. Pro teilnehmendem Spieler erhielten die Veranstalter 1.000 £, dank der vier Teilnehmer war also das Preisgeld völlig WPBSA-finanziert.

## Turnierverlauf
Am Turnier nahmen vier Spieler teil, wobei die drei Spieler der Familie Francisco inklusive des Titelverteidigers Silvino Francisco fehlten. Alle Spiele fanden im Modus Best of 17 Frames statt, der Turniersieger wurde im K.-o.-System ermittelt. Im Halbfinale trafen so François Ellis und Robbie Grace sowie der südafrikanische Rekordmeister Jimmy van Rensberg und der Ex-Vize-Weltmeister Perrie Mans aufeinander. Während sich im ersten Spiel Ellis nur knapp durchsetzen konnte, gewann van Rensberg das zweite Halbfinale merklich deutlicher. Es war aber Ellis, der auch das Finale für sich entscheiden konnte. Für ihn war es der einzige Titelgewinn bei einem Profiturnier in seiner gesamten Karriere.

|  | Halbfinale Best of 17 Frames | Halbfinale Best of 17 Frames |                |                    | Finale Best of 17 Frames | Finale Best of 17 Frames |
|  |                              |                              |                |                    |                          |                          |
|  |                              |                              |                |                    |                          |                          |
|  | François Ellis               | 9                            |                |                    |                          |                          |
|  | Robbie Grace                 | 8                            |                |                    |                          |                          |
|  |                              |                              | François Ellis | 9                  |                          |                          |
|  |                              |                              |                | Jimmy van Rensberg | 4                        |                          |
|  | Jimmy van Rensberg           | 9                            |                |                    |                          |                          |
|  | Perrie Mans                  | 4                            |                |                    |                          |                          |
|  |                              |                              |                |                    |                          |                          |